# Eberhard Weise
Eberhard Weise (n. 3 august 1953, Lauta, Saxonia, Germania) este un bober ce a reprezentat Republica Democrată Germană, medaliat olimpic. A participat la o ediție a Jocurilor Olimpice (1984) în care a câștigat o medalie de argint.

## Participări
Lista de mai jos prezintă principalele competiții la care a participat Eberhard Weise de-a lungul carierei.
- bobsleigh at the 1984 Winter Olympics – four-man[*]